# Xyloperthodes granulatus
Xyloperthodes granulatus är en skalbaggsart som beskrevs av Pierre Lesne 1906. Xyloperthodes granulatus ingår i släktet Xyloperthodes och familjen kapuschongbaggar. Inga underarter finns listade i Catalogue of Life.